# Rudi Rauer
Rudolf „Rudi“ Rauer (* 15. Januar 1950 in Unna; † 15. Juli 2014 in Bönen) war ein deutscher Handballnationalspieler. Der Torwart absolvierte von 1974 bis 1980 insgesamt 68 Länderspiele, dabei gelang ihm am 20. Juli 1978 bei einem Freundschaftsspiel gegen Israel ein Treffer.

## Karriere
Das Handballspielen lernte er beim VfL Kamen, von dort wechselte er zum TV Schalksmühle, in der Bundesliga spielte er beim TuS Wellinghofen und dem VfL Gummersbach sowie dem Zweitligisten TV Emsdetten. Noch als Spieler des Regionalligisten Schalksmühler TV debütierte er am 26. Oktober 1974 in der Nationalmannschaft, die allerdings mit einer faktischen B-Auswahl zu einem Turnier in die Schweiz gereist war. 1975 wechselte Rauer zum TuS Wellinghofen in die Bundesliga. Sein Erstligadebüt gab er mit bereits vier Länderspielen in der Bilanz am 20. September 1975 beim Gastspiel seines neuen Vereins beim VfL Bad Schwartau. 1977/78 spielte er mit dem TuS Wellinghofen nochmals in der damals zweitklassigen Regionalliga, nachdem die Dortmunder die Qualifikation zur eingleisigen Bundesliga unter dramatischen Umständen am grünen Tisch verpasst hatten. Dennoch spielte er weiterhin regelmäßig in der Nationalmannschaft und gehörte im Februar 1978 zum Kader der Weltmeistermannschaft. Zu Beginn der Saison 1978/79 wechselte er wieder in die Bundesliga zum VfL Gummersbach, mit dem er 1979 den Europapokal der Pokalsieger und 1982 die deutsche Meisterschaft gewann. Bereits ab 1981, noch als aktiver Spieler, war er Co-Trainer der Nationalmannschaft unter Bundestrainer Vlado Stenzel, dem er bei der Weltmeisterschaft 1982 assistierte. Die letzten Länderspiele als Torhüter hatte Rauer beim Ostseepokal im Januar 1980 absolviert. Im Sommer 1982 wechselte Rauer als Torhüter zum Regionalligisten TV Emsdetten, mit dem er 1985 in die 2. Bundesliga aufstieg. In der Saison 1989/90 half er beim Bundesligisten TUSEM Essen kurz vor Saisonende in den Play-off-Spielen der Bundesliga und den letzten Europapokalspielen aus, nachdem sich Stefan Hecker im letzten Ligapunktspiel verletzt hatte.
Rudi Rauer war jahrelang in der Nationalmannschaft der zweite Torhüter hinter Manfred Hofmann. Mit der DHB-Auswahl nahm er am 6. März 1976 in Karl-Marx-Stadt an der Qualifikation zu den Olympischen Spielen 1976 gegen die DDR teil. Er war Mitglied der Mannschaft, die den 4. Platz bei den Olympischen Spielen in Montreal erreichte. Weiterhin war er Mitglied des Aufgebotes das 1978 Weltmeister wurde, im Finale wurde er aber nicht eingesetzt.

## Privates
Rudi Rauer lernte von 1967 bis 1970 Starkstromelektriker. Danach trat er in den Polizeidienst, war bis 2010 Polizeihauptkommissar und versah seinen Dienst als Bezirksbeamter in Kamen, Kreis Unna (Nordrhein-Westfalen). Als solcher war Rauer auch während der Handball-WM 2007 im Einsatz und vor einem Spiel in Dortmund für die Begleitung des deutschen Mannschaftsbusses zuständig.

## Auszeichnungen
- Silbernes Lorbeerblatt